# Светлый (Сакмарский район)
Све́тлый — посёлок в Сакмарском районе Оренбургской области. Административный центр Светлого сельсовета.

## История
В 1961 году указом Президиума Верховного Совета РСФСР посёлок центральной усадьбы совхоза «Большевик» переименован в Светлый.

## Население
| 2010 |
| ---- |
| 2171 |

## Улицы
| - ул. Гагарина, - ул. Дружбы Народов, - ул. Культурная, - ул. Ленина, - пер. Лесной, - пер. Лунный, | - ул. Мира, - ул. Молодёжная, - ул. Нижняя, - ул. Новая, - ул. Парковая, - ул. Пролетарская, | - ул. Садовая, - ул. Сергея Ряднова, - ул. Советская, - ул. Степная, - ул. Фельдшерская. |